# Fabronia pilifera
Fabronia pilifera là một loài Rêu trong họ Fabroniaceae. Loài này được Hornsch. miêu tả khoa học đầu tiên năm 1841.